# 蒸魚

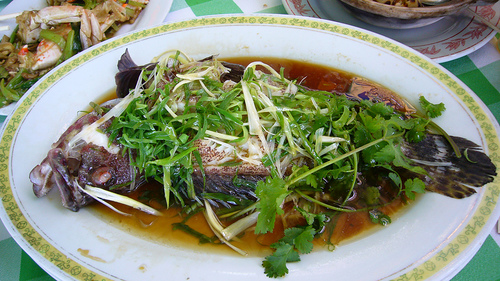
蒸魚是最常見於廣東及香港的海鮮菜餚

蒸魚是一種魚類的烹調方法，利用水蒸氣把魚蒸熟，在廣東沿海地區及香港最為常見，其特點是能夠保持魚類食材的原汁原味，但對食材的新鮮程度要求較高，沿海地區因為較容易取得新鮮海鮮漁獲，所以會較為常見，蒸魚在粵菜中是最主要的海鮮菜式之一。魚如是海鮮，就常被稱為清蒸海上鮮，不過蒸魚也有使用新鮮淡水魚的河鮮製作的。粵菜的蒸魚為了盡量保持新鮮食材的原味，避免食材的味道被調味料蓋過，通常只用豉油及蔥略為調味，是為清蒸。亦有個別魚類使用其他的蒸法，如鯧魚（豉汁蒸）、泥鯭（果皮蒸）、烏頭（檸檬蒸）、鯇魚（梅菜蒸）等等。

## 基本方法

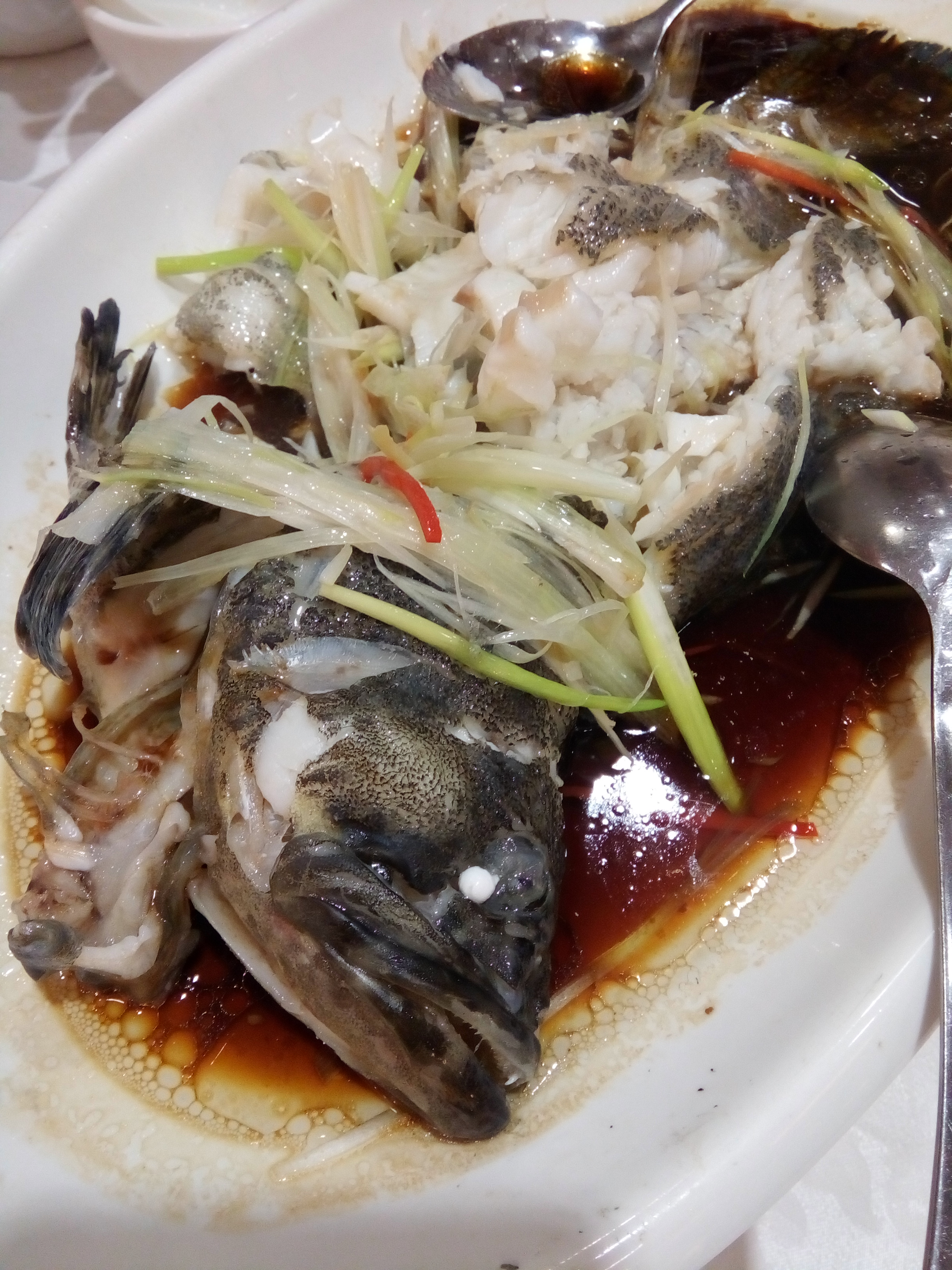
蒸好後上菜的石斑魚

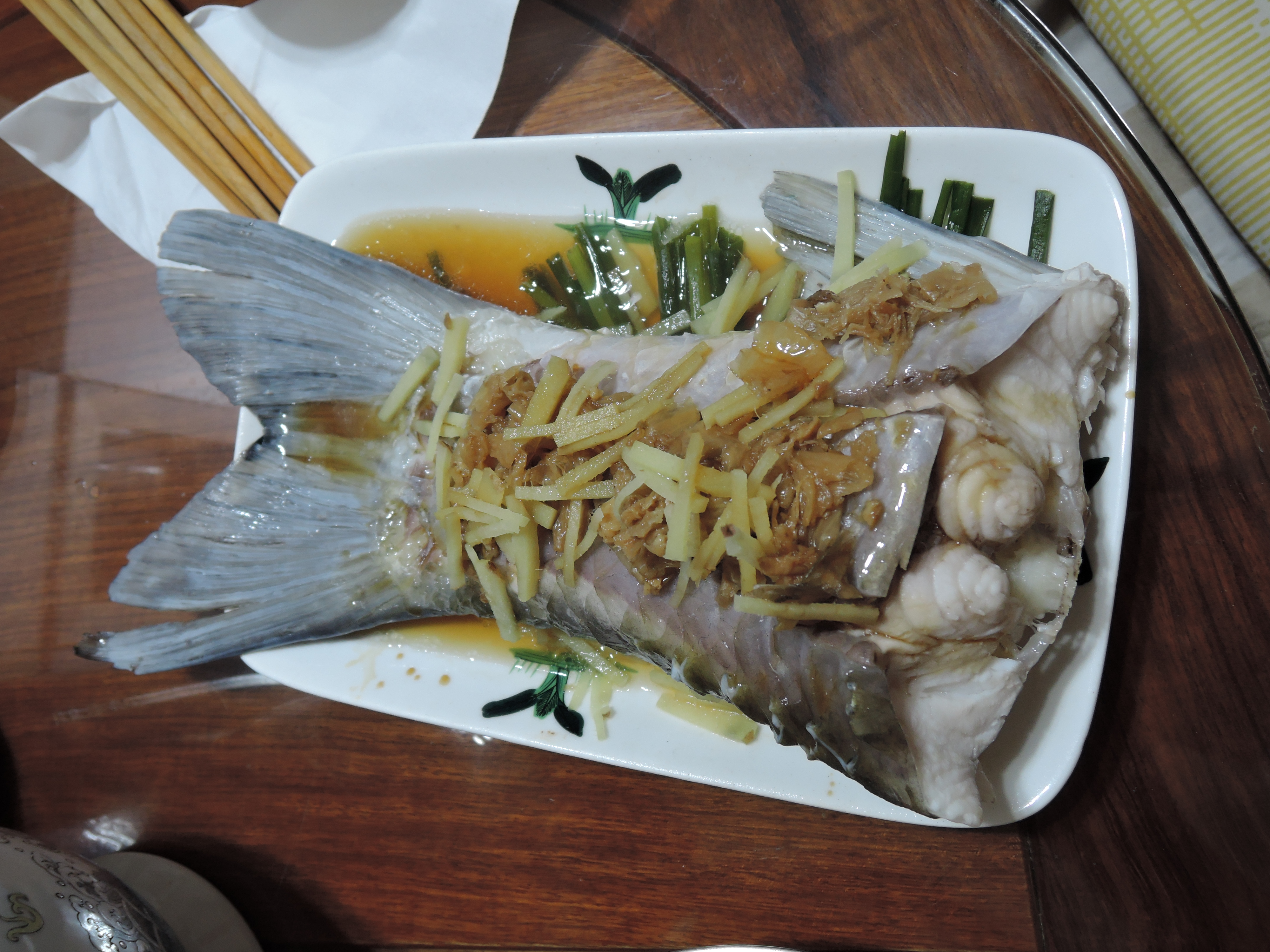
香港家庭式蒸鯇魚

蒸魚對食材的要求較簡單，只需要所蒸的魚新鮮，但蒸魚的時間卻因魚的大小和厚度而異，較需要經驗。
假如蒸魚時間不足，內部的魚肉仍呈現半透明，代表細菌和寄生蟲未被殺死，在衛生上便不達標，進食後有可能食物中毒；另一方面，如蒸魚所用的時間太長，魚肉會因為過熟而變得質地粗糙。
筷子可作為測試魚是否蒸熟的工具：在剛剛蒸過的魚，於魚身最厚處用筷子插入，如能輕易穿透，拔出筷子沒有血水流出，通常魚已經蒸熟，反之筷子穿入魚身時感受到有阻力或彈性，則魚可能未夠熟，要延長蒸煮的時間。

## 文化差異
在香港原條清蒸海上鮮，如石斑魚、鯧魚等經常成為宴客的一道主菜，但部分西方人認為蒸魚是怪異的吃法。第45及47任美國總統特朗普曾於1994年從美國專程到香港與鄭家純、羅康瑞等香港富商會晤，為特朗普集團尋求注資及商討合作發展在美國紐約的地產項目，期間一起去打高爾夫球，時任新世界發展主席鄭裕彤還宴請特朗普到家中一起吃晚餐，而當晚第一道上桌的主菜是蒸魚，這條魚是原條上桌，並且張開嘴巴及露出一排牙齒對著特朗普，然而特朗普不會用筷子，據當時在場的人稱，特朗普形容這條魚很醜怪，還稱蒸魚的吃法很像「野人」。

## 外部連接
维基共享资源上的相關多媒體資源：蒸魚